# The Ultimate Fighter: American Top Team vs. Blackzilians Finale
The Ultimate Fighter: American Top Team vs. Blackzilians Finale (también conocido como The Ultimate Fighter 21 Finale) fue un evento de artes marciales mixtas celebrado por Ultimate Fighting Championship el 12 de julio de 2015 en el MGM Grand Garden Arena, en Las Vegas, Nevada.

## Historia
Originalmente el evento iba a celebrarse en Florida del Sur. Sin embargo, el 15 de mayo, el evento fue cambiado a Las Vegas, Nevada.
El evento contó con el combate estelar entre los pesos wélter Stephen Thompson y Jake Ellenberger, y con la final de The Ultimate Fighter: American Top Team vs. Blackzilians en la división de peso wélter.
Durante la emisión del evento se confirmó la temporada Nº22 de The Ultimate Fighter. Los entrenadores de esta temporada serán el campeón interino de peso pluma Conor McGregor y el excampeón de peso pluma de WEC Urijah Faber.

## Resultados
1. ↑  Final de Peso Wélter TUF 21.

## Premios extra
Cada peleador recibió un bono de $50,000.
- Pelea de la Noche: No hubo premiados
- Actuación de la Noche: Stephen Thompson, Kamaru Usman, Jorge Masvidal y Josh Samman